# Стружаль
Стружаль — деревня в гмине Хелмжа Торуньского повета Куявско-Поморского воеводства в центральной части севера Польши.